# 최중길
최길중(崔重吉, 1917년 ~ )은 대한민국의 서예가이다. 호는 ‘어천’으로, 황해도 신천(信川) 출신이다. 8세 때 조부(祖父) 앞에서 서예를 배우기 시작하여 10여 세에 유공권(柳公權)의 서체를 익혔다. 1954년 제4회 및 5회 국전에 출품, 각각 문교부장관상을 수상했고, 1962년 이래 국전심사위원을 역임했다. 손과정(孫過庭)의 서보(書譜)에 능하고 초당삼가(初唐三家)의 서체와 또는 육조서(六朝書), 갑골문(甲骨文) 등 중국의 고전(古典) 서체를 터득하고 있다. 작품으로 〈해서칠언대련(楷書七言對聯)〉, 〈비파행(琵琶行)〉이 있다.